# گرگ اشتاینهافل
گرگ اشتاینهافل (به انگلیسی: Gregg Steinhafel) (زاده ۱۹۵۴) کارآفرین و مدیر ارشد اجرایی آمریکایی است، که در حال حاضر به‌عنوان مدیر عامل اجرایی و رییس هیئت مدیره شرکت تارگت فعالیت می‌نماید. اشتاینهافل زمانی‌که یک دانش‌آموز دبیرستانی بود، کار در فروشگاه‌های تارگت را آغاز کرد و در سال ۱۹۷۹ پس از فارغ‌التحصیلی از دانشگاه نورت‌وسترن به صورت تمام وقت، به تارگت پیوست. وی در سال ۱۹۹۹ به مدیرعاملی این شرکت منصوب گردید.